# SN 2010cu
SN 2010cu – supernowa odkryta 24 lutego 2010 roku w galaktyce IC 883. W momencie odkrycia miała maksymalną jasność 17,70m.